# Maria von Maltzan

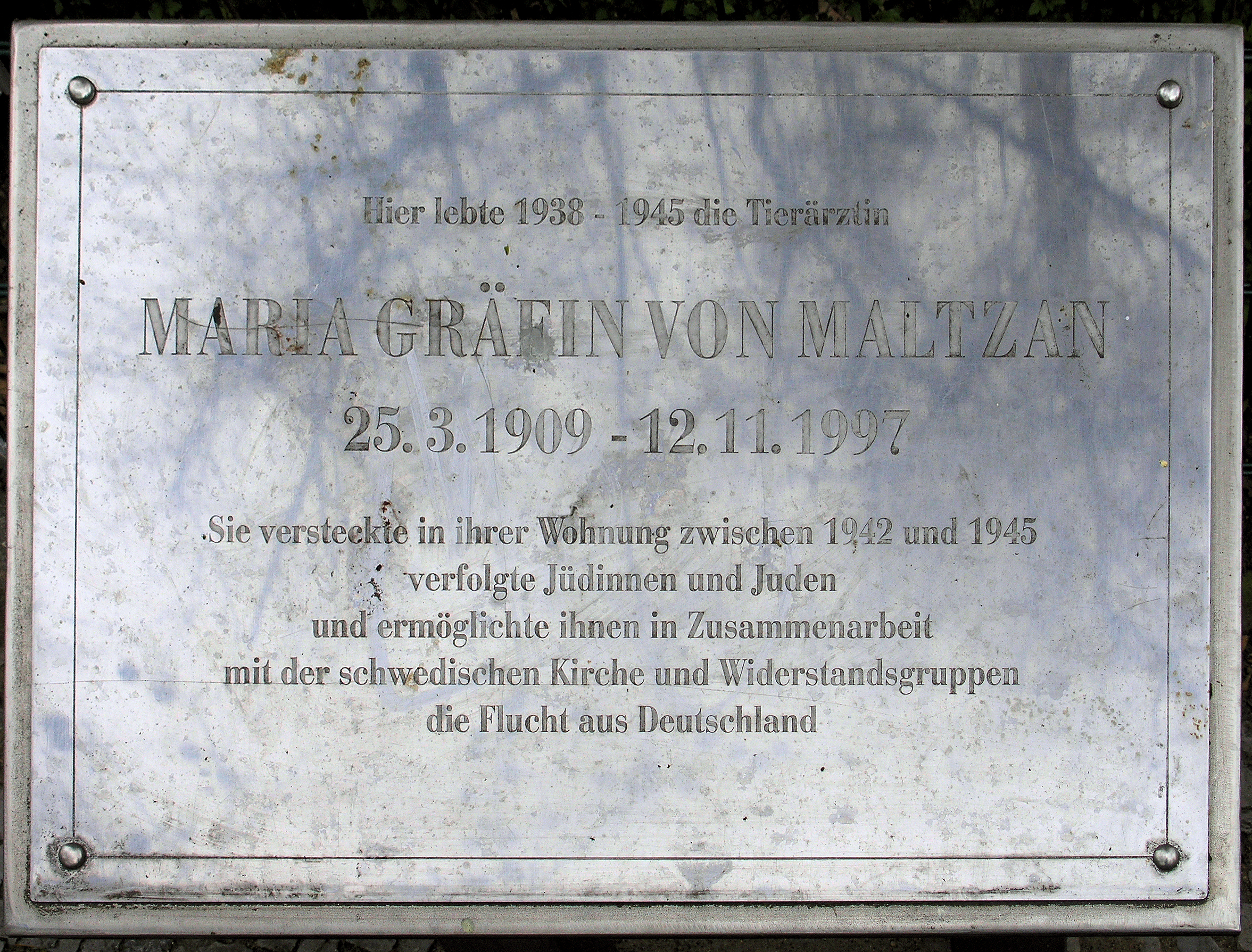
Tablica pamiątkowa ku czci Marii Maltzan.

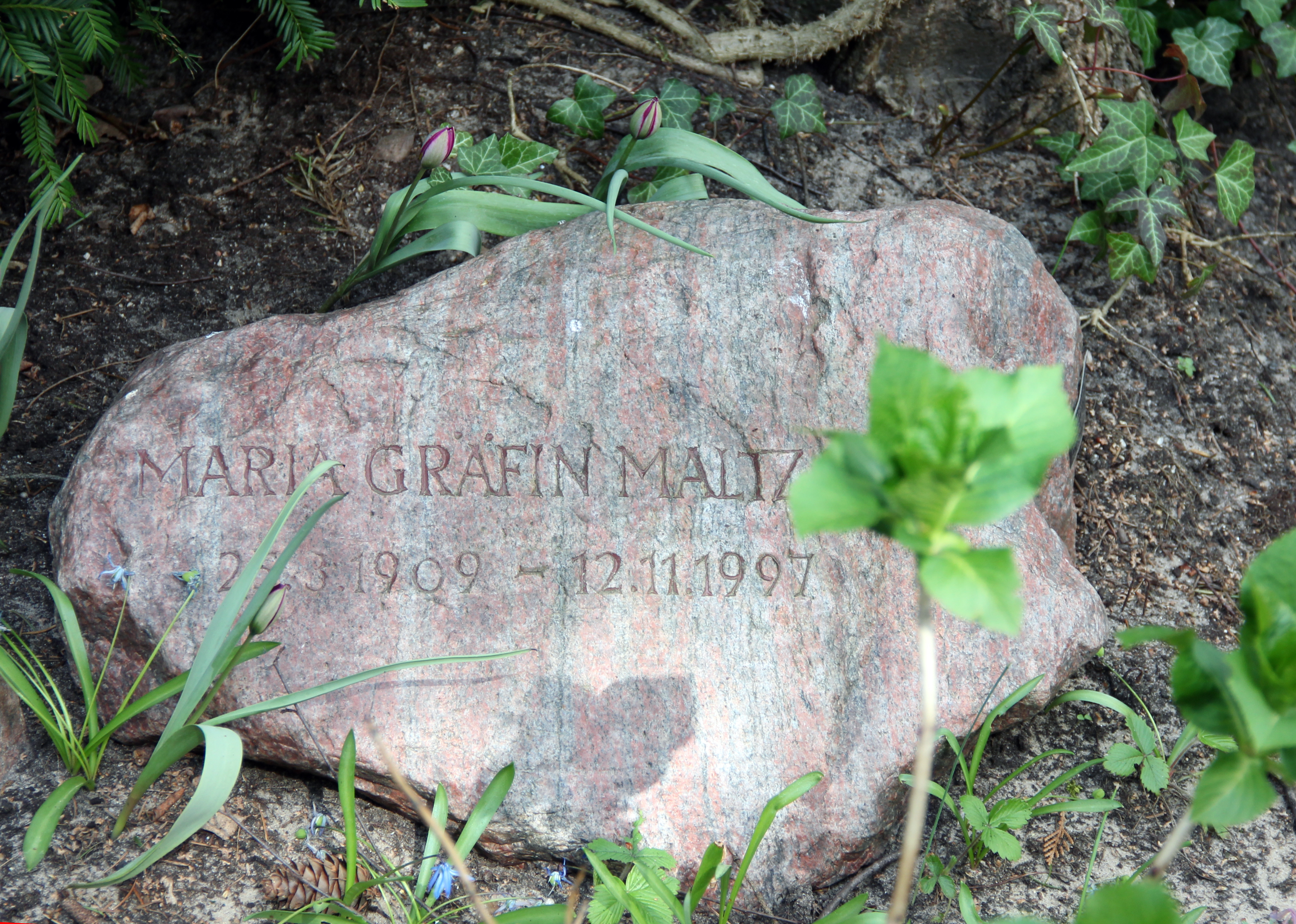
Grób Marii Maltzan w Berlinie

Maria von Maltzan (ur. 25 marca 1909 w Miliczu, zm. 2 listopada 1997 w Berlinie) – niemiecka arystokratka z rodu Maltzan, lekarz weterynarii, Sprawiedliwa wśród Narodów Świata.

## Życiorys
Maria von Maltzan urodziła się w Miliczu jako córka – najmłodsza z ośmiorga rodzeństwa – hr. Andreasa von Maltzana (1863–1921) oraz hr. Elizabeth von der Schulenburg (1869–1934), która pochodziła z pałacu Oefte w Kettwig – dzisiejszej dzielnicy Essen. Od dziecka była miłośniczką przyrody, hodowała kanarki, króliki, papugi i świnki morskie. Kiedy otrzymała kucyka, rozpoczęła się jej miłość do koni. Naukę  pobierała w gimnazjum z internatem w Cieplicach Śląskich, liceum ukończyła w Berlinie w 1927 r. Studiowała, nietypową  dla dziewczyny  w tym czasie, zoologię, botanikę i antropologię na Uniwersytecie Wrocławskim we Wrocławiu i od 1928 r. na uniwersytecie w Monachium. Stopień doktora z biologii rybołówstwa otrzymała w 1933 r. Kiedy naziści doszli do władzy w 1933 r., natychmiast przyłączyła się do ruchu oporu.  W 1934 r. wyjechała z przyjacielem samochodem przez Francję i Hiszpanię do Afryki, przez Maroko, Saharę, Algierię, Libię oraz Egipt, śladem swojego XIX-wiecznego przodka, pisarza i podróżnika Heinricha von Maltzana (1826–1874).
Kiedy w 1935 r. powróciła do Berlina, we własnym domu ukrywała Żydów. W latach 1935–1940 była żoną Waltera Hillbringa. Ze względu na swoje poglądy polityczne często zmieniała pracę. W 1940 r. rozpoczęła studia weterynaryjne, które ukończyła w 1943 r. Przed II wojną światową poznała autora żydowskiego Hansa Hirschela (1900–1975), który był redaktorem awangardowego  niemieckiego pisma literackiego Das Dreieck,  założonego w 1925 r. Od 1942 r. do końca wojny chroniła go w specjalnej kryjówce wewnątrz kanapy w salonie swojego mieszkania w Wilmersdorf. Maria zaszła w ciążę z Hansem. Nowo narodzone dziecko zostało umieszczone w inkubatorze w szpitalu, który zbombardowano. Brak energii elektrycznej zatrzymał działanie inkubatora  i dziecko zmarło. Wkrótce potem adoptowała dwie dziewczynki z obozu dla dzieci. Działała w opozycji antyhitlerowskiej, we współpracy z należącym do Kościoła Szwecji kościołem Victorii w Wilmersdorf ratowała Żydów w czasie II wojny światowej, ukrywając, zdobywając dla nich fałszywe dokumenty, mięso, z katedry weterynarii.
Maria w 1947 r. poślubiła Hansa Hirschela, lecz rozstali się po dwóch latach. Ponownie wyszła  za niego za mąż w 1972 r. W ciągu powojennych lat Maria miała wiele kłopotów wynikających z uzależnienia od leków i narkotyków, następstwa wojennego stresu, ale wdzięczni Żydzi, którzy nigdy nie zapomnieli o jej bohaterstwie, pomagali jej przetrwać trudne lata.  Od 1981 r. zamieszkała w berlińskiej dzielnicy Kreuzberg, gdzie prowadziła lecznicę dla zwierząt. W 1986 r. opublikowała wspomnienia w formie biografii, znane szerszej publiczności pt. Bij w werbel i nie lękaj się. Wspomnienia.
W 1987 r. została odznaczona medalem Sprawiedliwy wśród Narodów Świata za uratowanie podczas wojny kilkudziesięciu Żydów, natomiast w 1989 r. otrzymała Order Zasługi Landu Berlin.